# カーテンコール (1996年の映画)
『カーテンコール』（英: Alive and Kicking、Indian Summer ）は、1996年に製作されたイギリス映画。

## キャスト
- トニオ：ジェイソン・フレミング
- ジャック：アントニー・シャー
- ルナ：ドロシー・テューティン
- レイモン：アンソニー・ヒギンズ
- トリスタン：ビル・ナイ
- ダンカン：フィリップ・ヴォス
- ミリー：ダイアン・パリッシュ